# Loke (Straža, Slovenija)
Loke je naselje u slovenskoj Općini Straži. Loke se nalazi u pokrajini Dolenjskoj i statističkoj regiji Jugoistočnoj Sloveniji. 

## Stanovništvo
Prema popisu stanovništva iz 2002. godine naselje je imalo 61 stanovnika.